# Kebakalan (Porong)
Kebakalan is een bestuurslaag in het regentschap Sidoarjo van de provincie Oost-Java, Indonesië. Kebakalan telt 1558 inwoners (volkstelling 2010).